# レゴランド・マレーシア
レゴランド・マレーシア (LEGOLAND Malaysia Resort) とは、2012年にマレーシアジョホール州イスカンダルプテリにあるおもちゃの「レゴ」を題材とした世界で6番目のテーマパーク（レゴランド）である。 

## 概要
2012年9月15日にマレーシアのジョホール州イスカンダルプテリにオープンしたテーマパーク。本来は「レゴランド・ドバイ・リゾート」の後に開園予定だったが、2016年に延期されたため、2012年に「レゴランド・マレーシア・リゾート」が世界で6番目となり、アジア初進出のレゴランド・パークとなった。
レゴランド・パークのほかにもシーライフセンターやウォーターパーク、商業施設、オフィシャルホテル等を含めて「レゴランド・マレーシア・リゾート」と呼ばれている。
館内の一部では喫煙が可能。
このテーマパークでは40以上のインタラクティブな乗り物、パフォーマンス、アトラクションが提供されている。また、アジアで最初に開設された最初のレゴランドテーマパークでもある。テーマパークの正式オープンは2012年9月22日で、これは 5,500,000 sq ft (510,000 m2) の統合された複合施設の中核となる。この地域は、マレーシアのイスカンダルにある工業団地でもあり、小売、オフィス、ホテル、アパートサービス、住宅などのライフスタイルセンターで構成される経済的エリアである。
このテーマパークに加えて、レゴをテーマにしたアトラクションがこのエリアの近くに建てられている。さらに、レゴウォーターテーマパークは、レゴランドホテルと同様に2013年半ばにオープンしたプロジェクトで、このホテルは2014年上半期にオープンしたアジア初のホテル。ホテルは、企業間の管理契約に基づいて建設された。

## 商業施設

### レゴ・ビギニング
パークエントランス付近にあるレゴグッズ売り場やレゴがモデルのカフェ「ザ・カフェ」がある。その他にはレゴランド・インフォメーションセンターがある。
レゴランドマレーシアのテーマパークの建設費用は7億2,000万リンギットで、レゴランドホテルは1.9億リンギット。
このテーマパーク周辺のレストランで販売されているのはハラール認定の食品のみ。この食品には、地元および外国のトレーダーが販売する料理も含まれる。
さらに、レゴランドマレーシアは、開業により150万人の訪問者をターゲットにし、1年目で1億RM以上を調達。

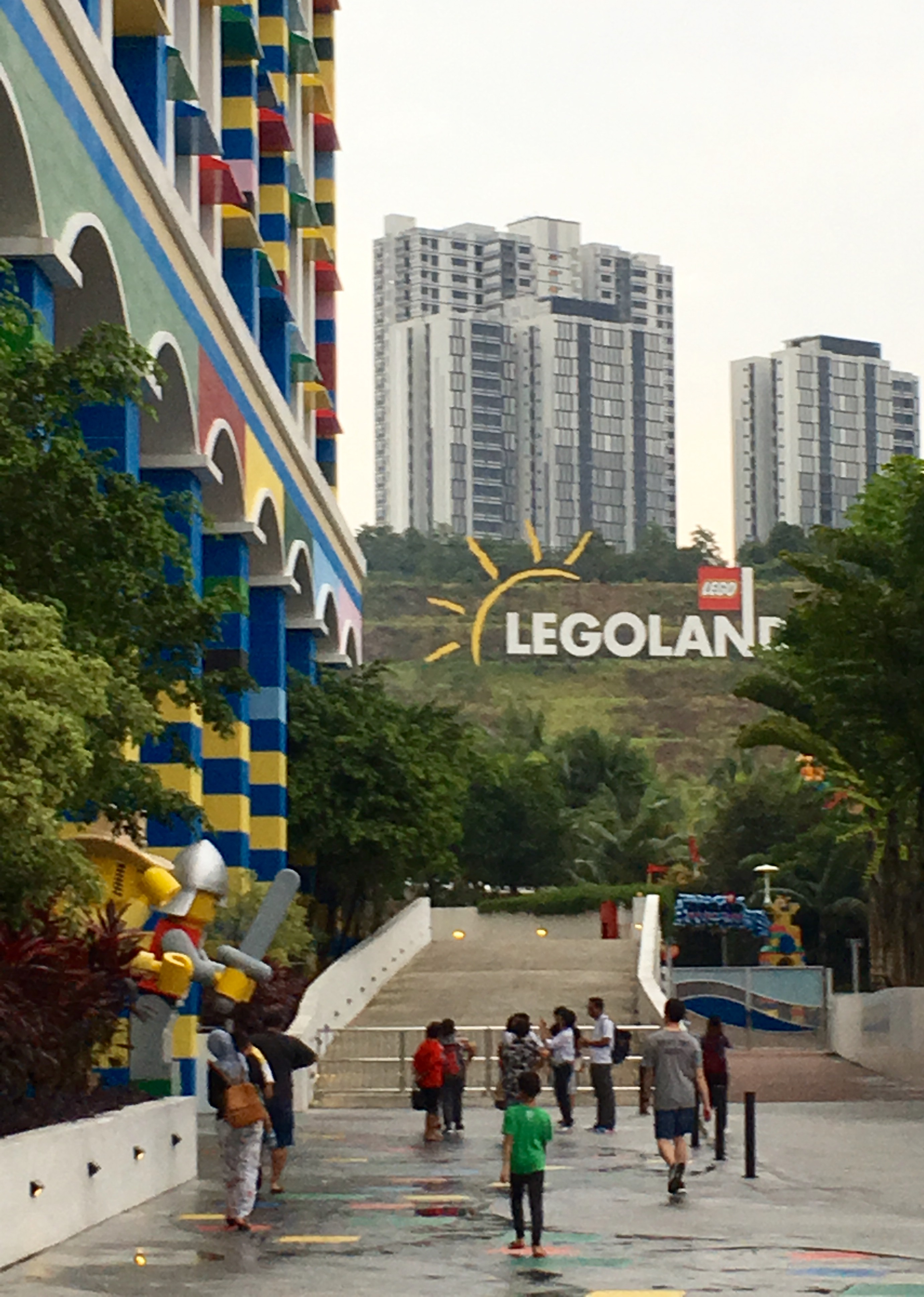
看板

## テーマエリア
全部で7つのエリアがある。

### レゴ・ニンジャ・ワールド
ニンジャを題材としたエリア。3Dメガネをかけて乗り込むと火の玉や光、手裏剣などがこちらに向かって飛んでくるアトラクション「レゴ・ニンジャ・ザ・ライド」がある。

### イマジネーション・エリア
こちらは乗り物に乗るアトラクションが豊富である。乗り物がカラフルなものがある。

### ミニランド
東南アジアやインド、中国の観光名所がレゴの方でミニサイズで見られる。

### レゴ・テクニック
シンボルはレゴで出来たアルベルト・アインシュタインの顔で、その顔の裏側にはレゴ・アカデミーがあり、ワークショップもある。2人乗りのアトラクション「ウェーブ・レーサー」がある。

### レゴ・キングダム
城やジェットコースターがあり、遊園地色がある。

### ランド・オブ・アドベンチャー
ビショビショに濡れる急流すべりのアトラクションがある。

### レゴ・シティ
自動車教習所や消防署での消火体験などができる子ども向けのエリア。

### スター・ウォーズ・エリア
映画『スター・ウォーズ』を題材とした室内のエリア。レゴで出来たミレニアム・ファルコンやキャラクターがいる。
競合のテーマパークを展開しているウォルト・ディズニー・カンパニー（ディズニー・パークス・エクスペリエンス・プロダクツ）に買収されて、世界のディズニーパークにスター・ウォーズのエリアやアトラクションがあるが、ディズニー社に買収される以前にレゴ社がルーカスフィルムと個別契約しているため制限があるが、展開可能となっている。

## 営業について
レゴランド・マレーシア・リゾートは基本年中無休運営である。

## シーライフセンター
レゴランド・マレーシア・リゾート内にある水族館で、館内はレゴを題材とした作りになっている。

## レイアウト
レゴランドマレーシアのレイアウトはメインエントランスから始まり、伝統的にレゴランドの景色が楽しめる。さらに、ゲーム、ブロックセット、DVD、書籍、レゴランドのお土産などのレゴ製品の最大の小売店であるザビッグショップや、入り口で利用できるその他のアメニティも利用できる。「イマジネーション」セクションは、入り口エリアの左側にあり「インタラクティブなレゴ」ゲームは、さまざまなインタラクティブなレゴの建物や家、車、高層ビルなどのアイテムを構築するスキルを磨くことを目的としている。構築したら、モデルをテストでき、コンピュータゲームや、「レゴマインドストーム」と呼ばれるレゴのロボットアトラクションも用意されている。「スカイクルーザー」は、エアコン完備のモノレール車両で、訪問者はレゴランドマレーシアルートの線路を走ることができまた訪問者はレゴランド複合施設の外にある壮大な街の景色を見ることができる。「キッズパワータワー」は、訪問者が車両の椅子をタワーまで移動させ、シートベルトを落とすことができるタワーである。「レゴデュプロ」ゲームルームは、2 - 6歳の子供向けのインタラクティブエリアで、このエリアにはショップやレストランもある。丘の城は「レゴ騎士団」の庭の後ろにあり、城には王の娘がいる。

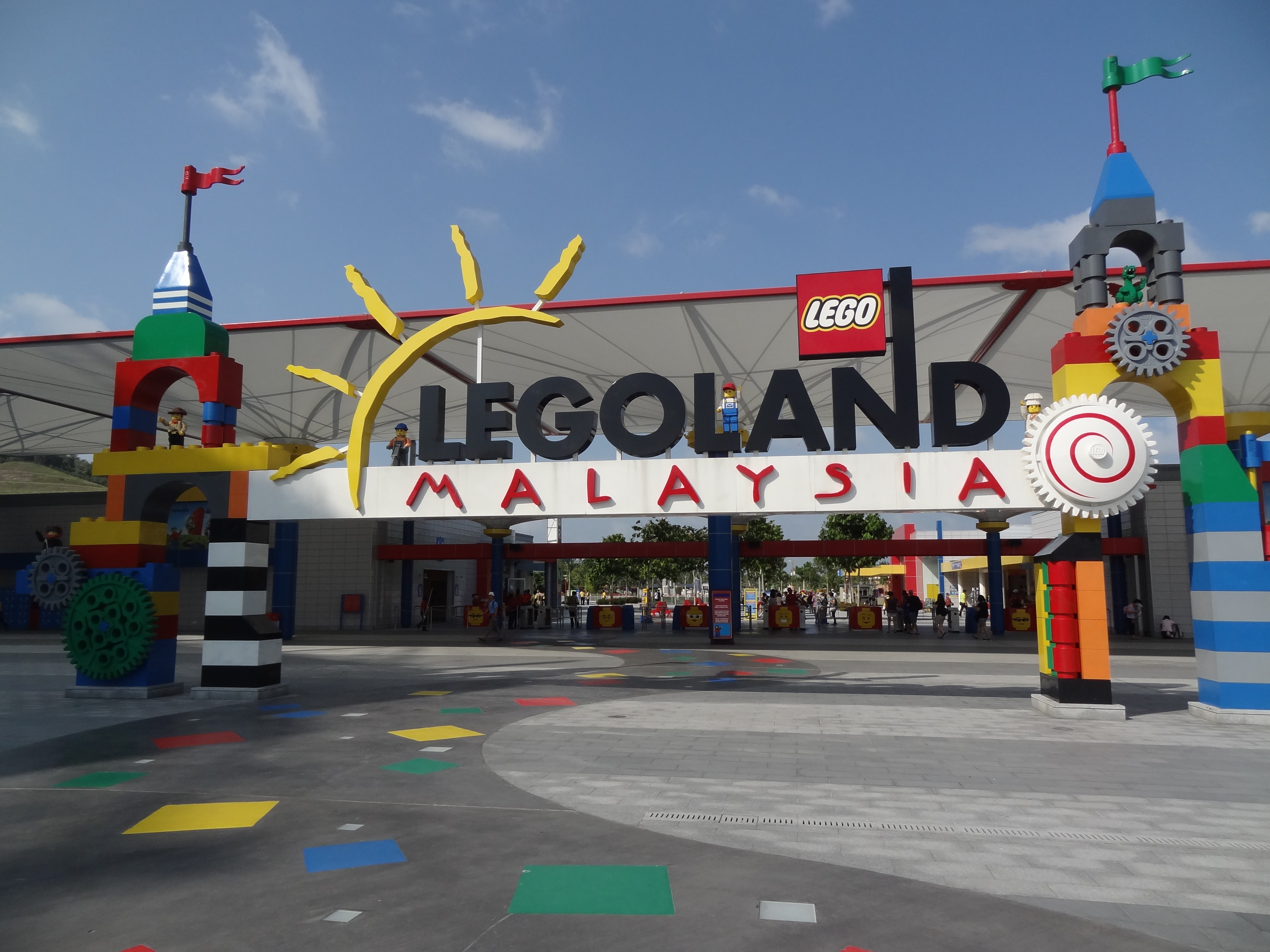
Entrance.
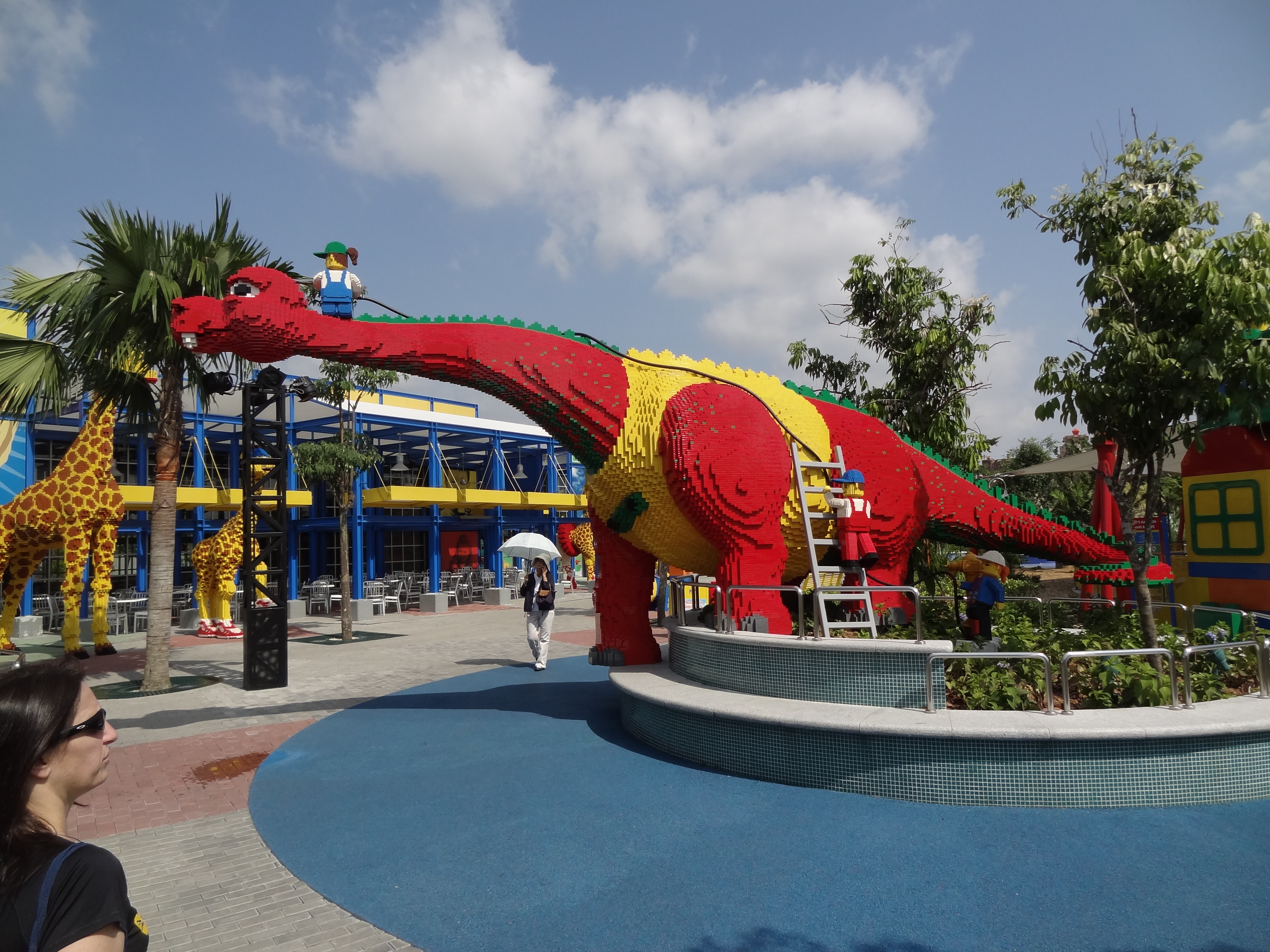
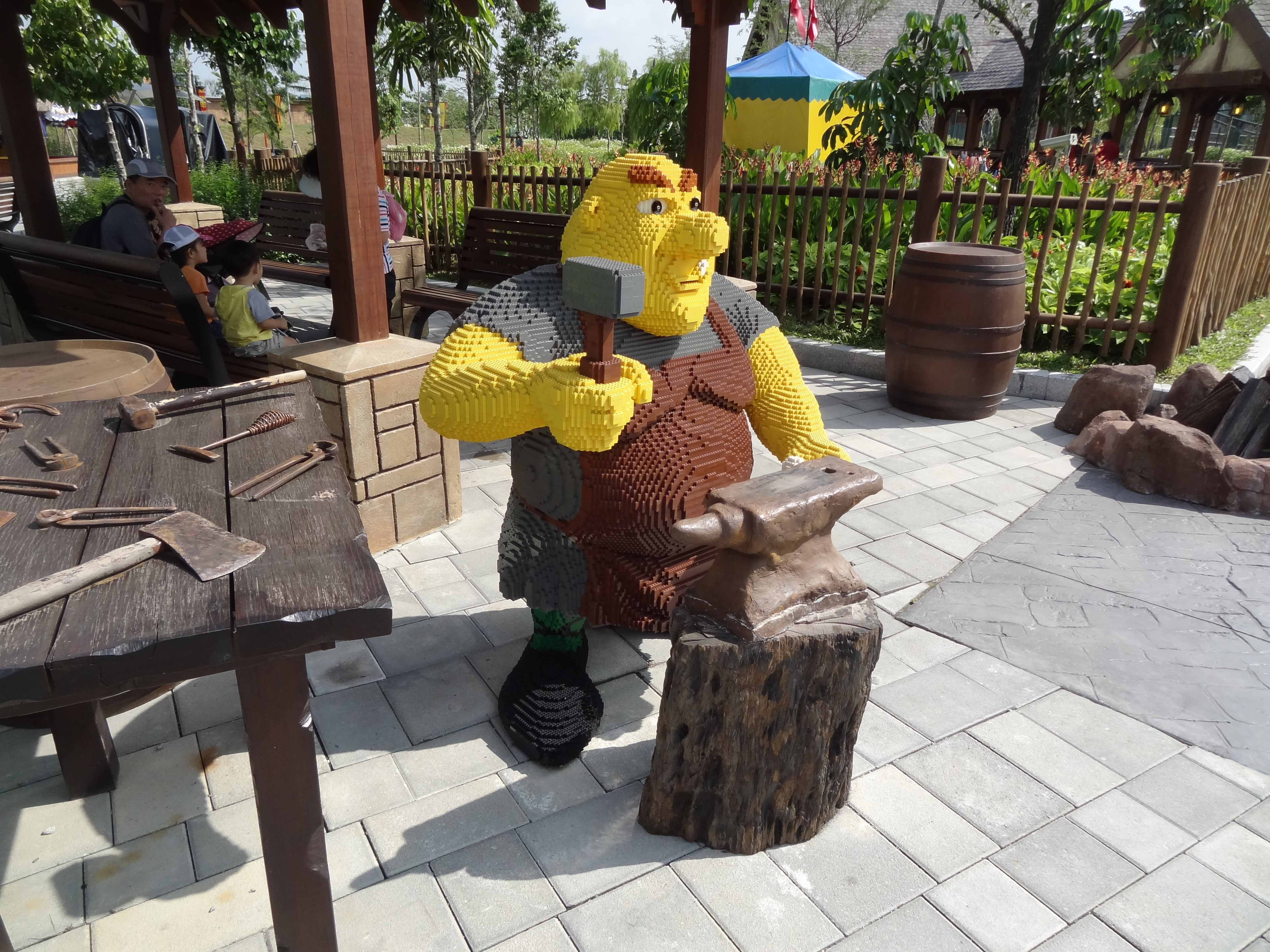
Lego Kingdoms
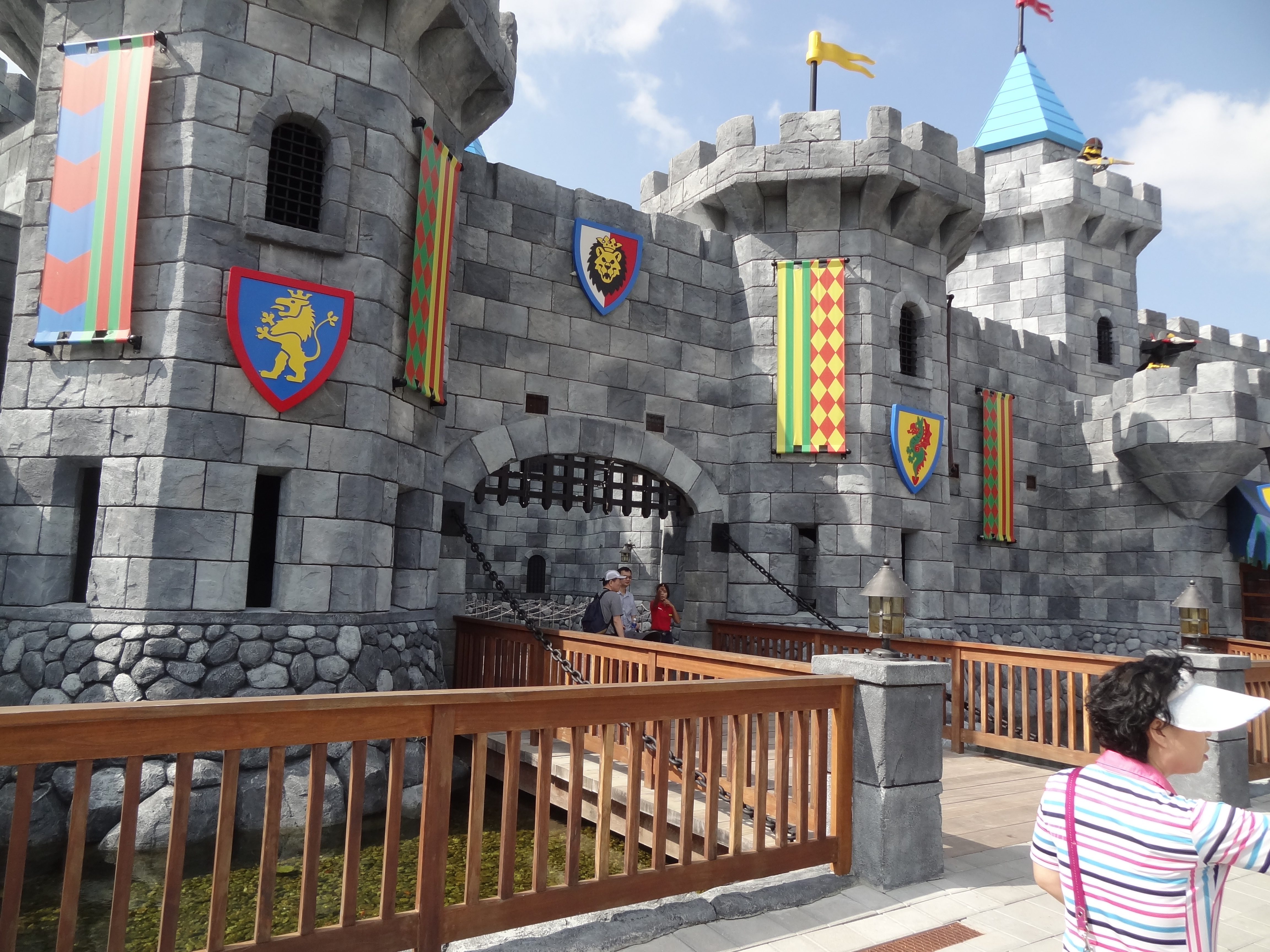
Lego Kingdoms
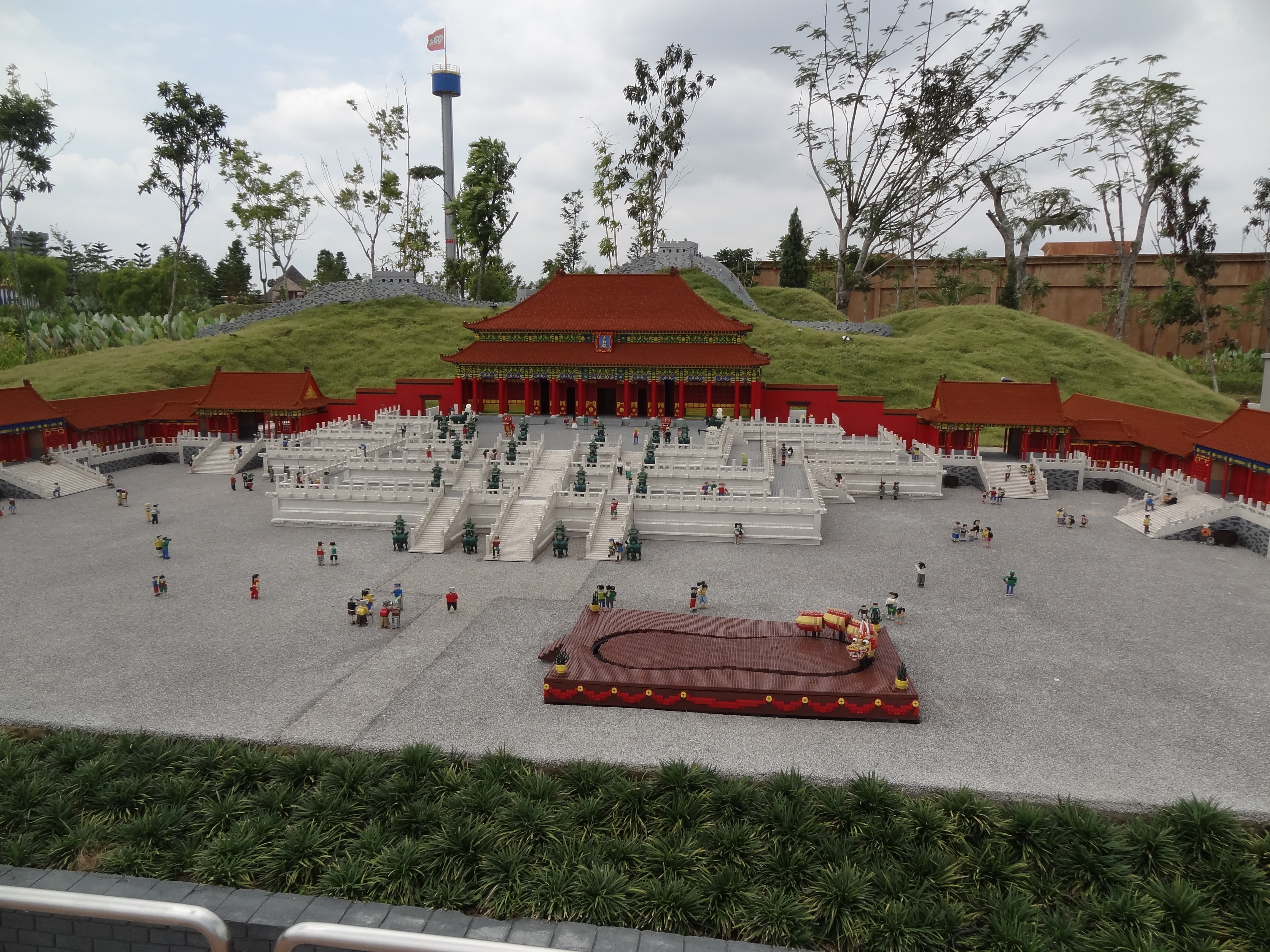
Miniland
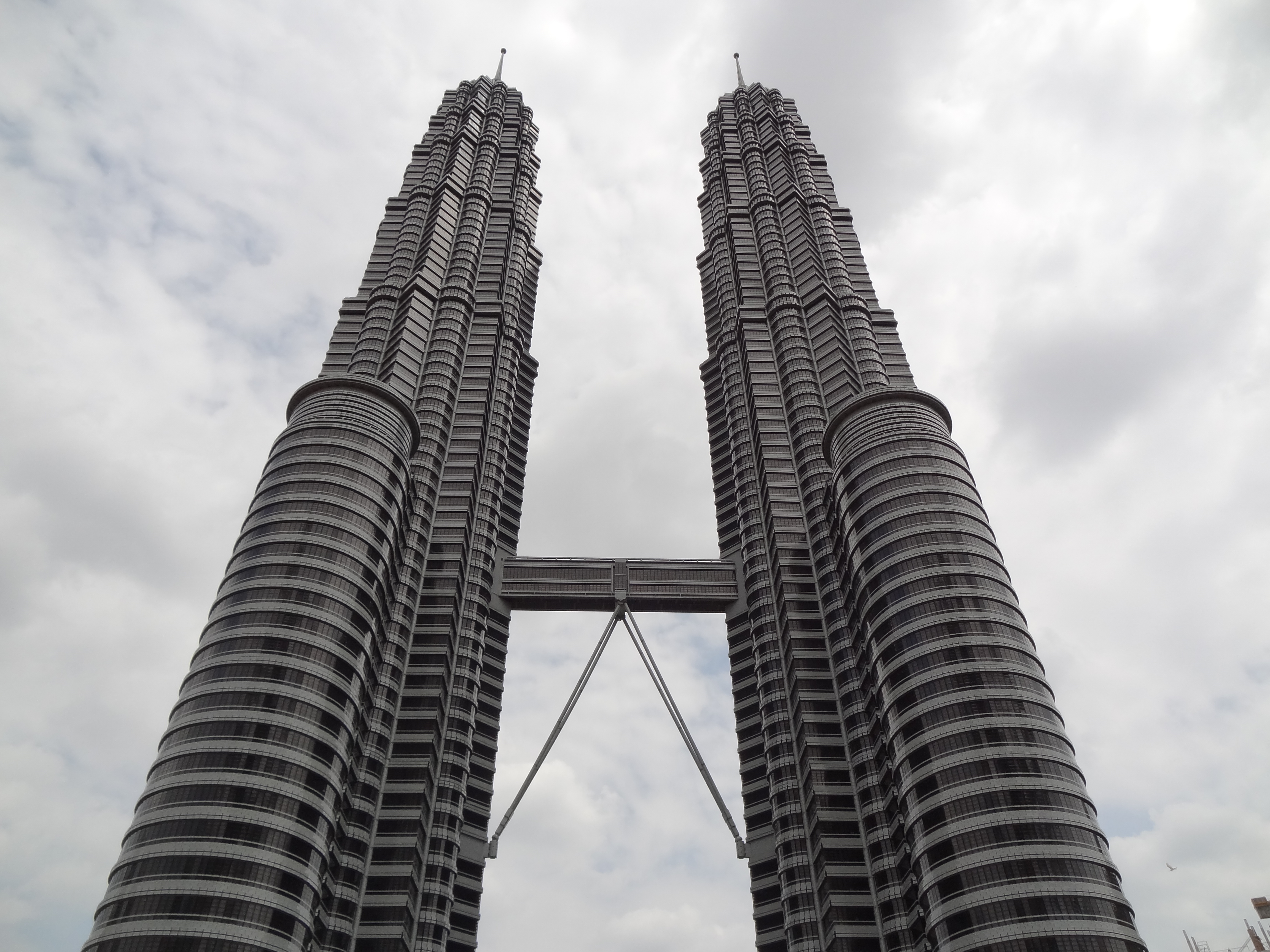
Menara Berkembar Petronas
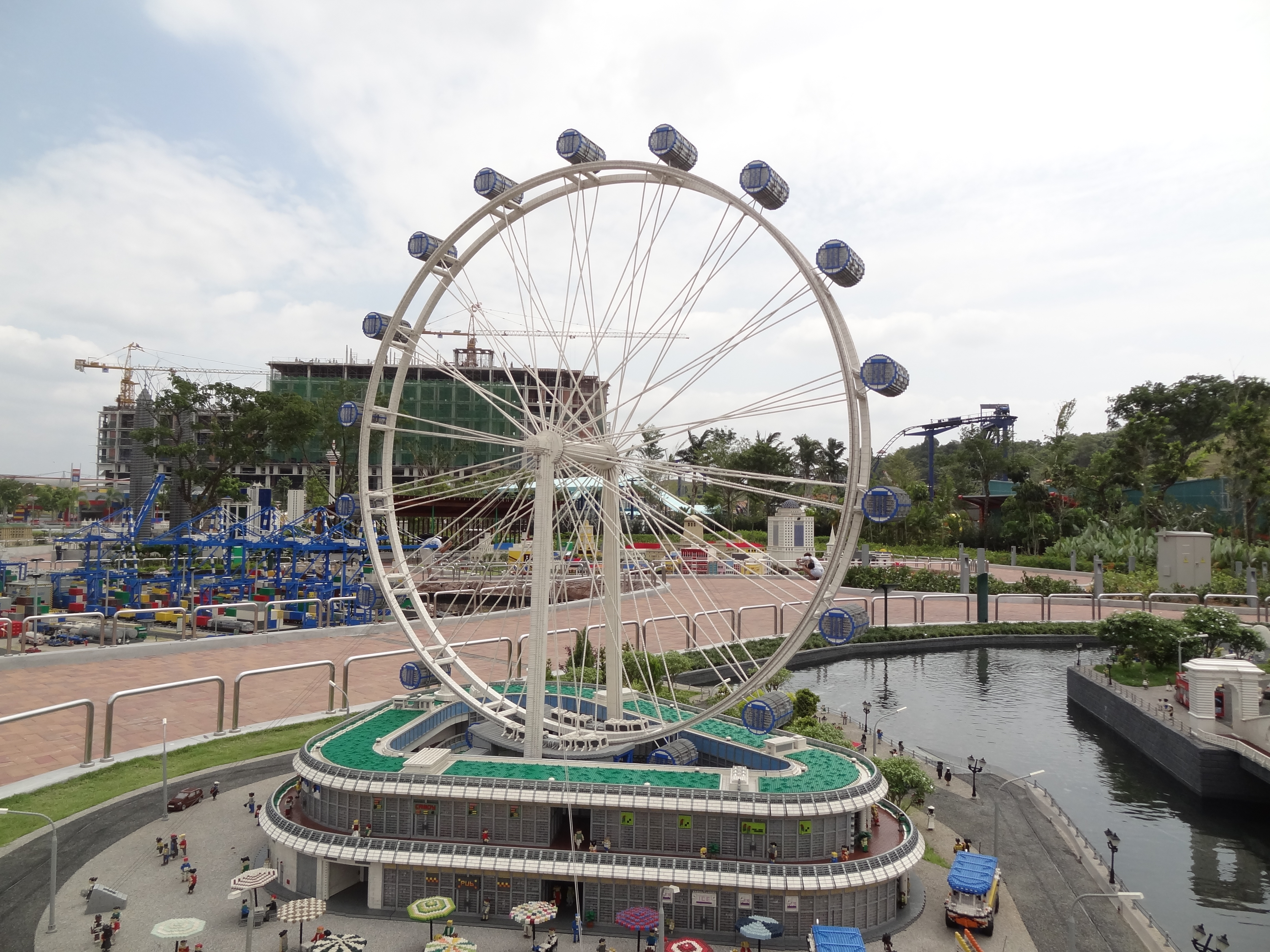
Pelayang Singapura
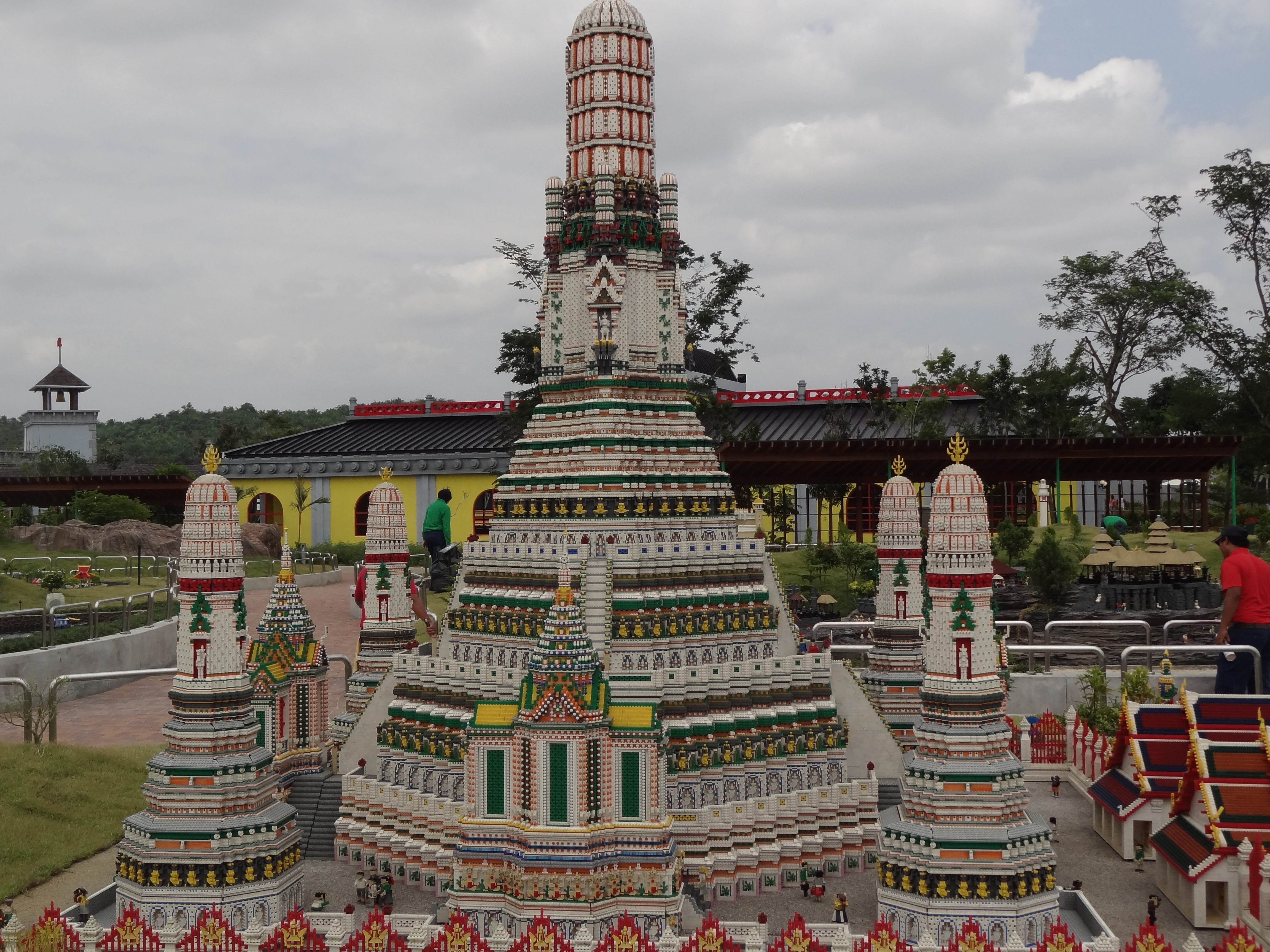
Angkor
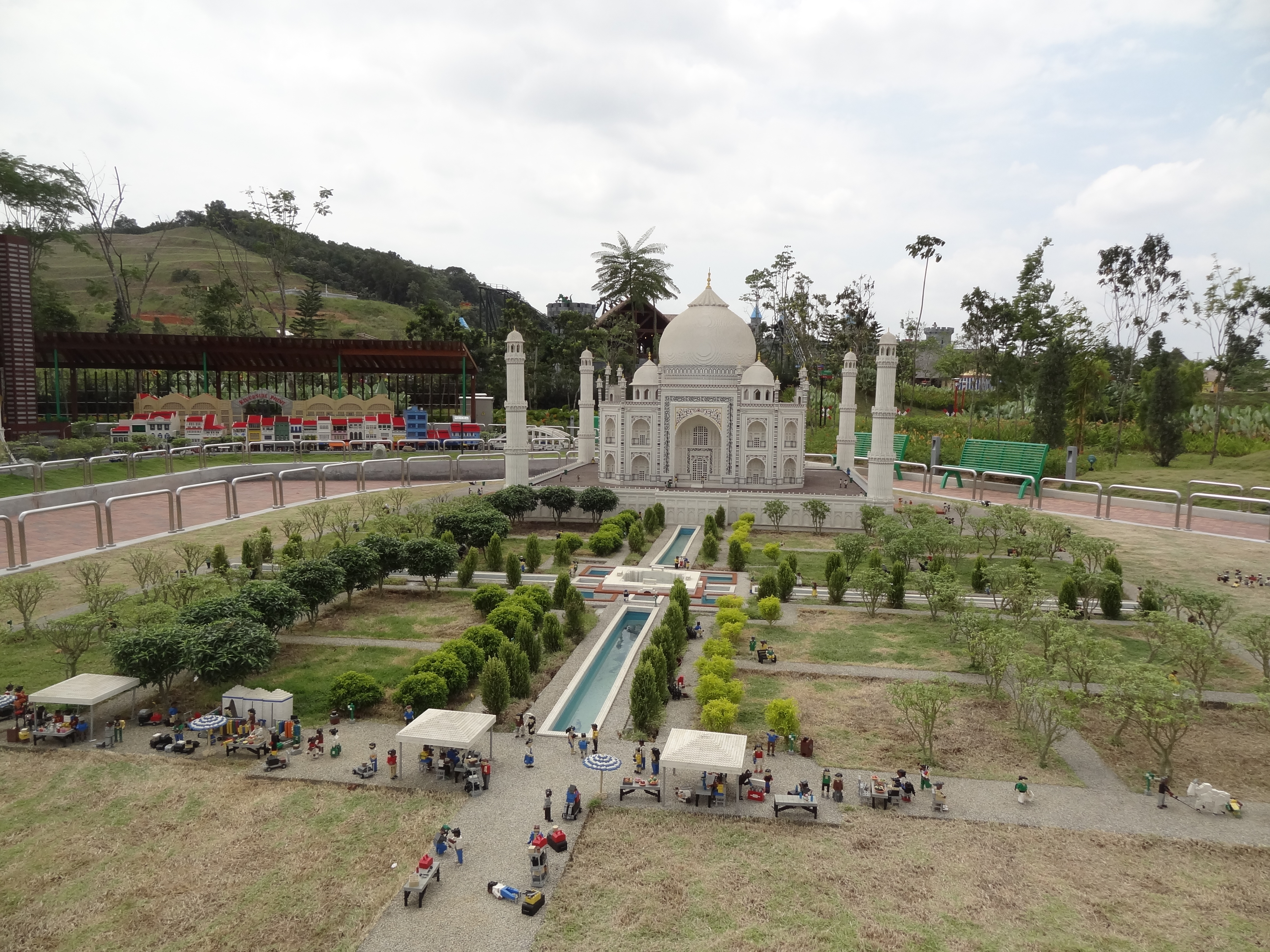
Taj Mahal
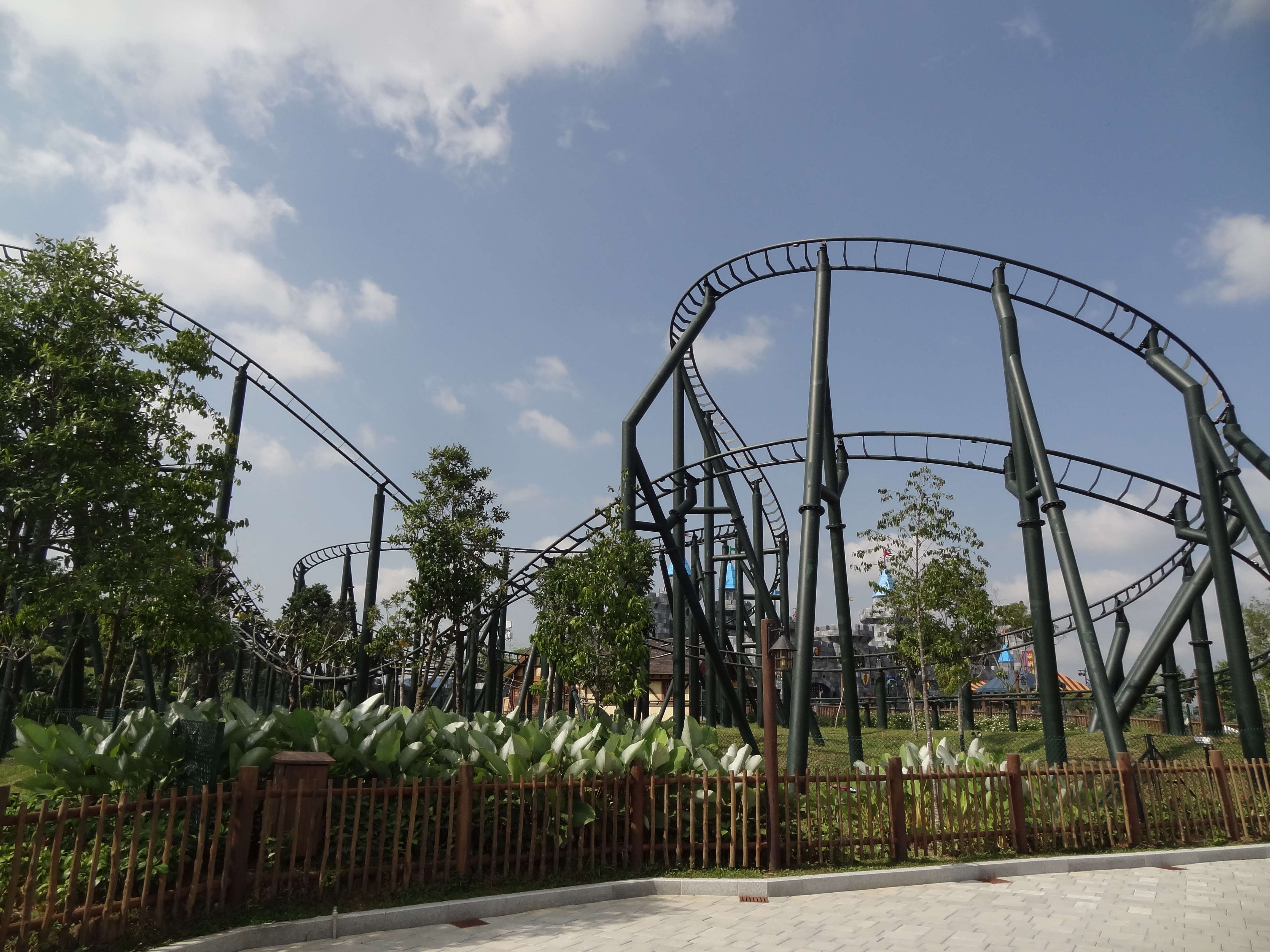
Dragon.
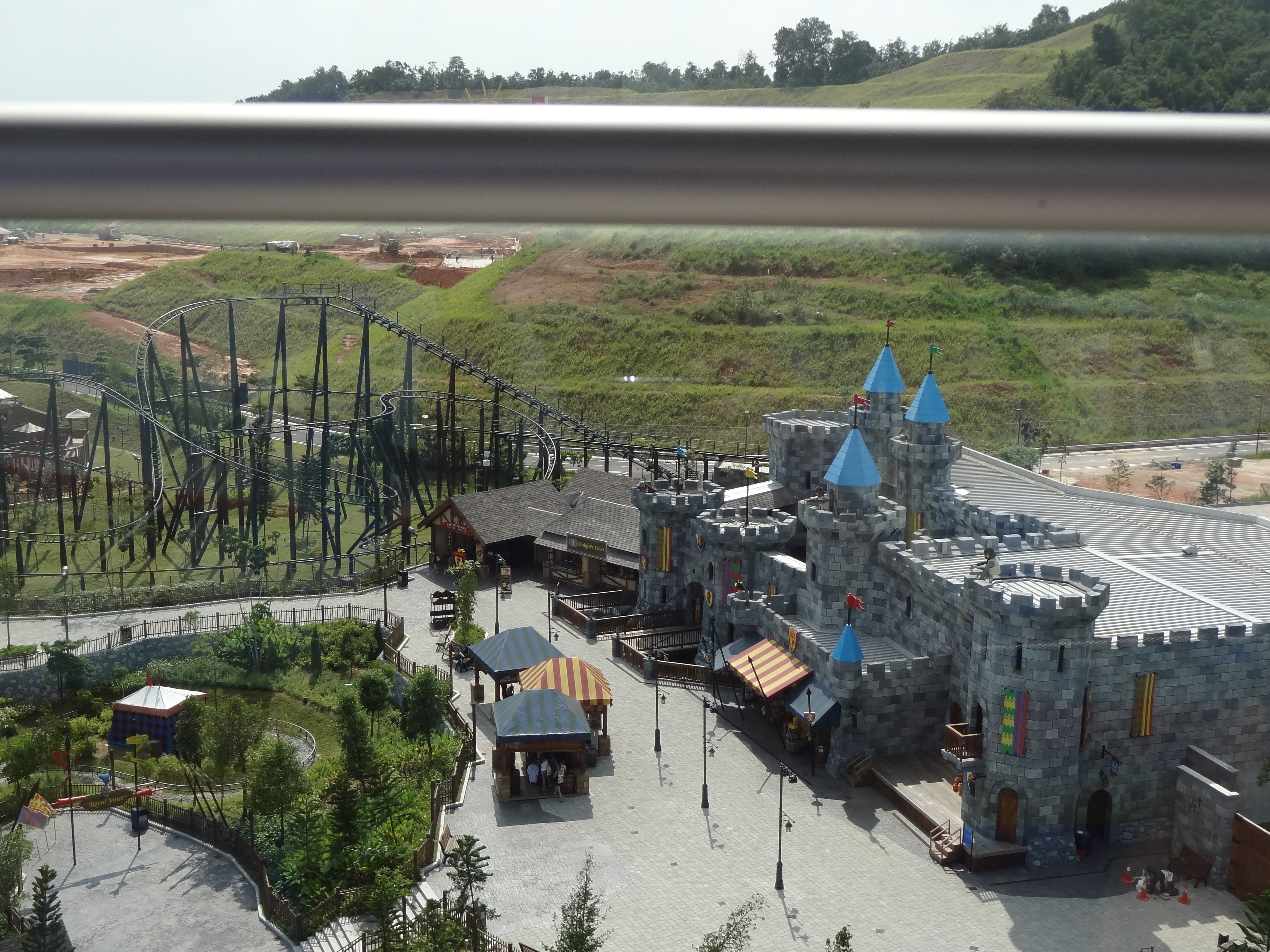
Dragon.
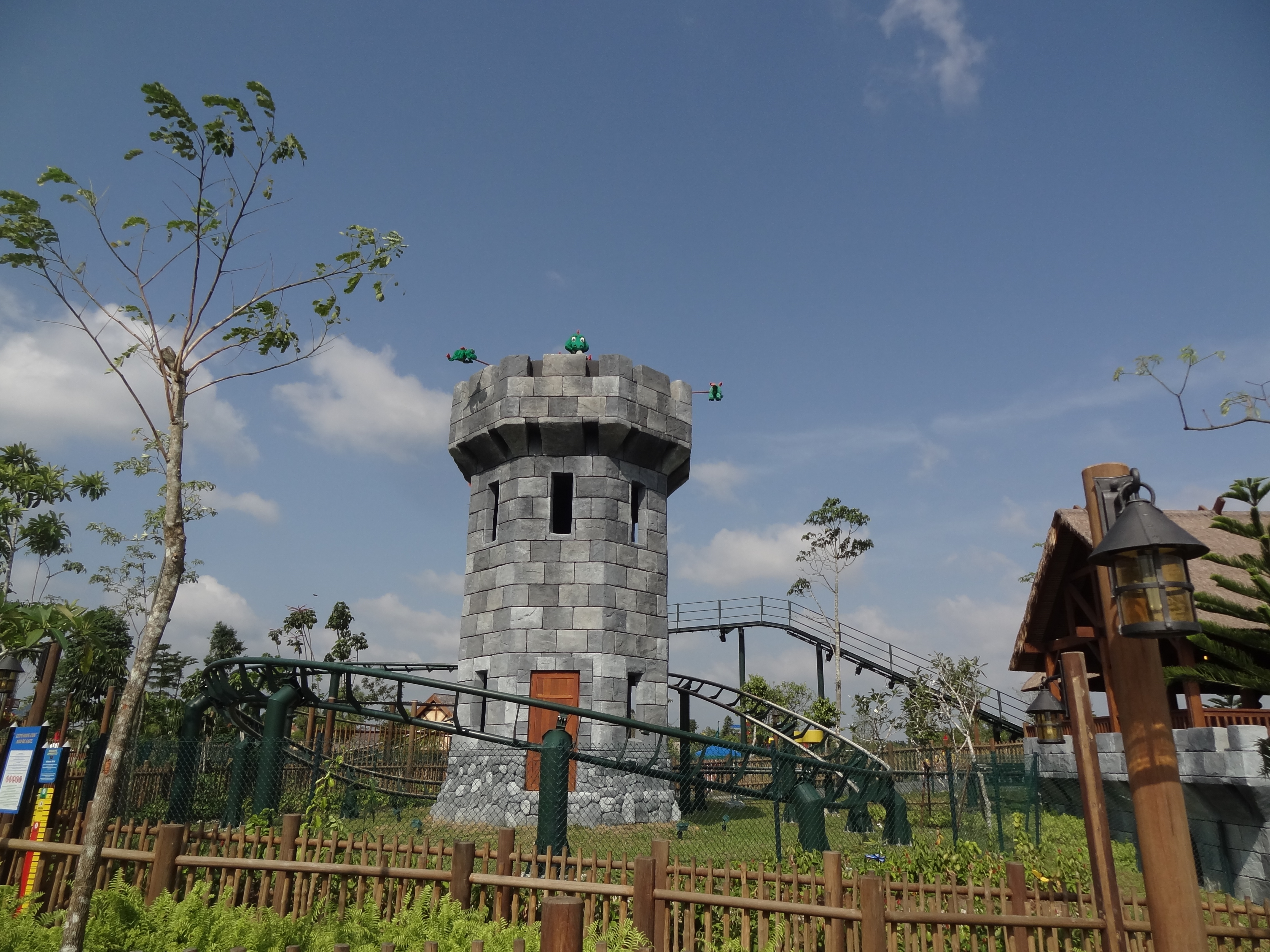
Dragon's Apprentice
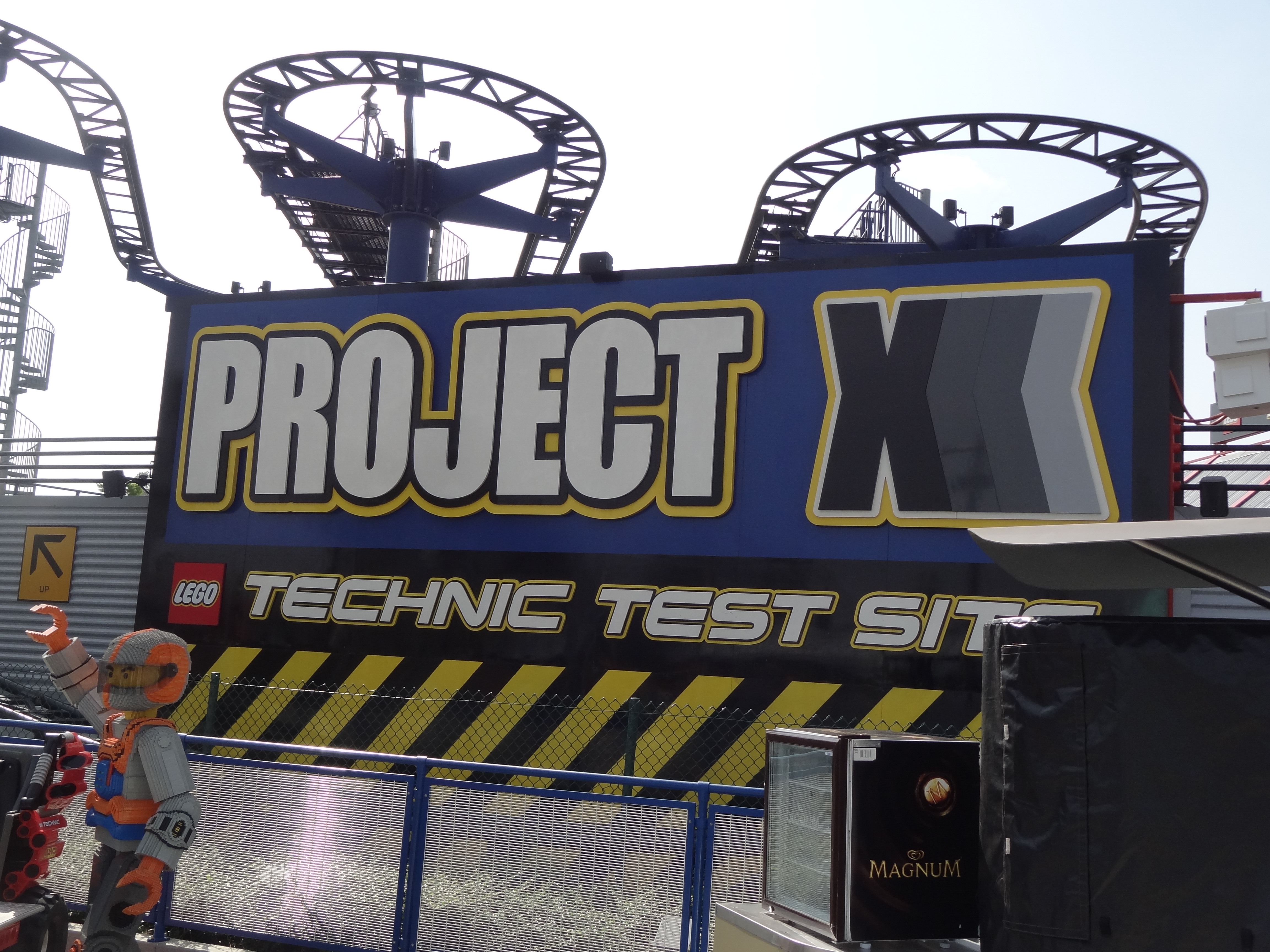
Project X
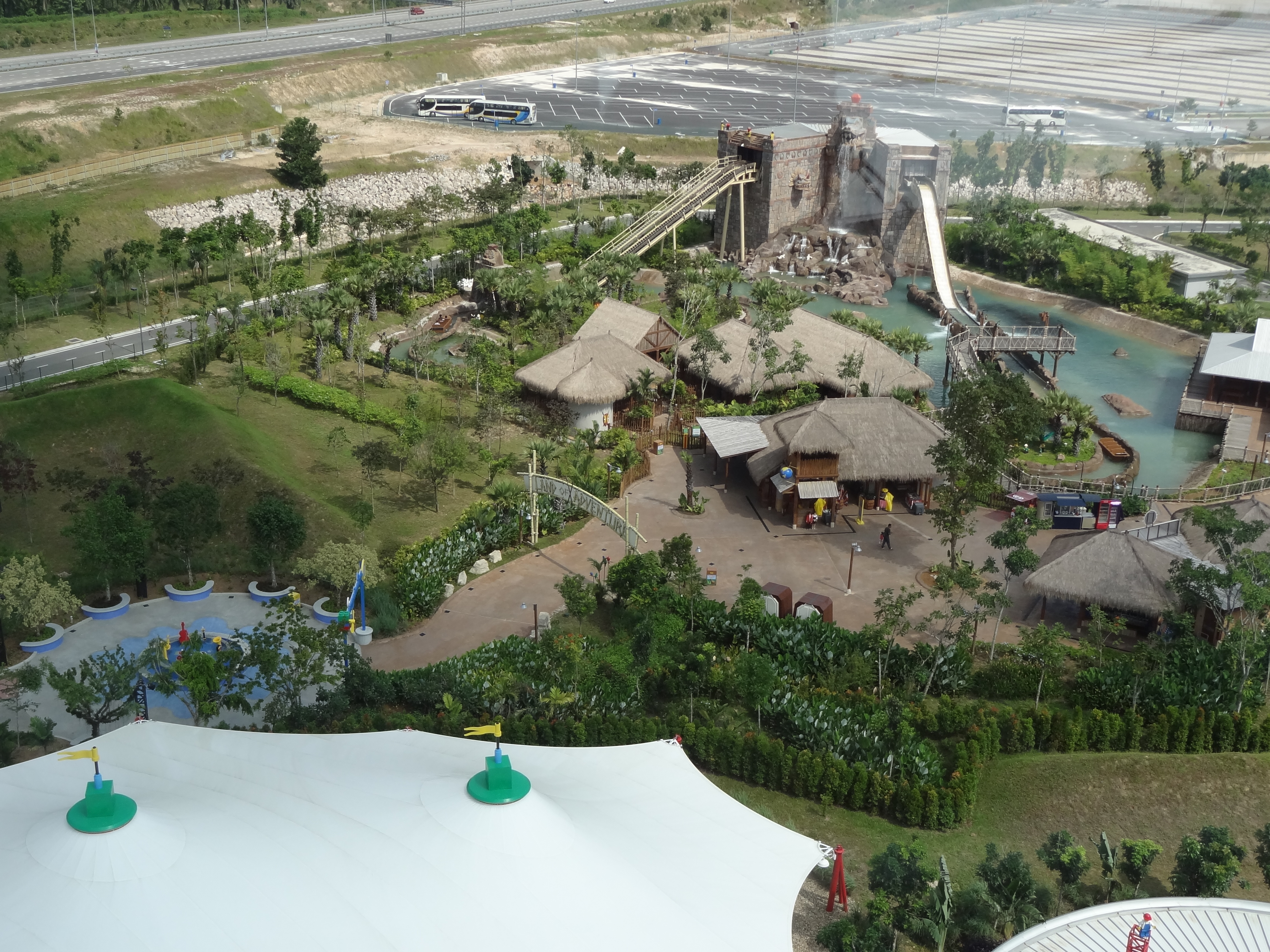
Dino Island
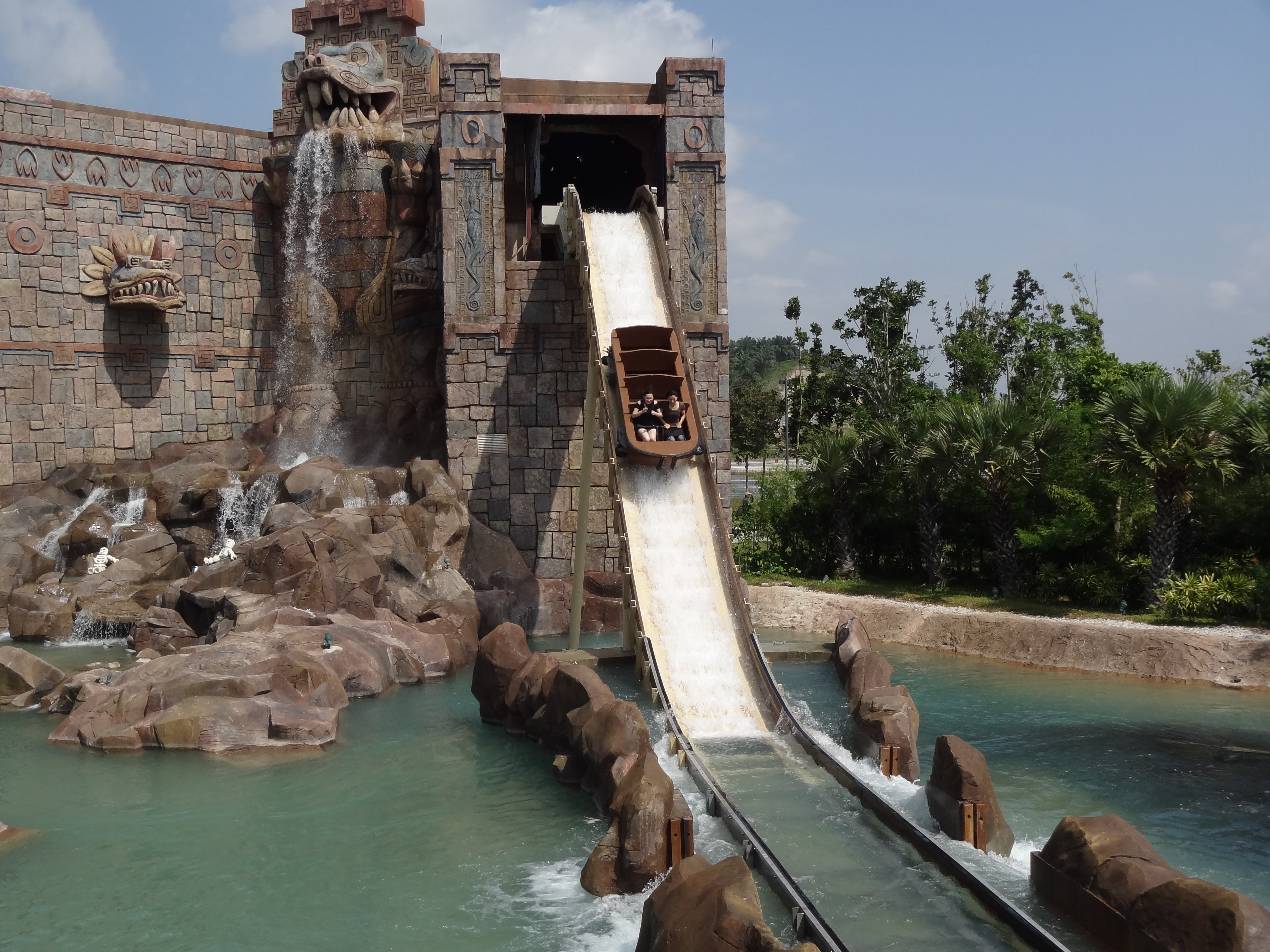
Dino Island
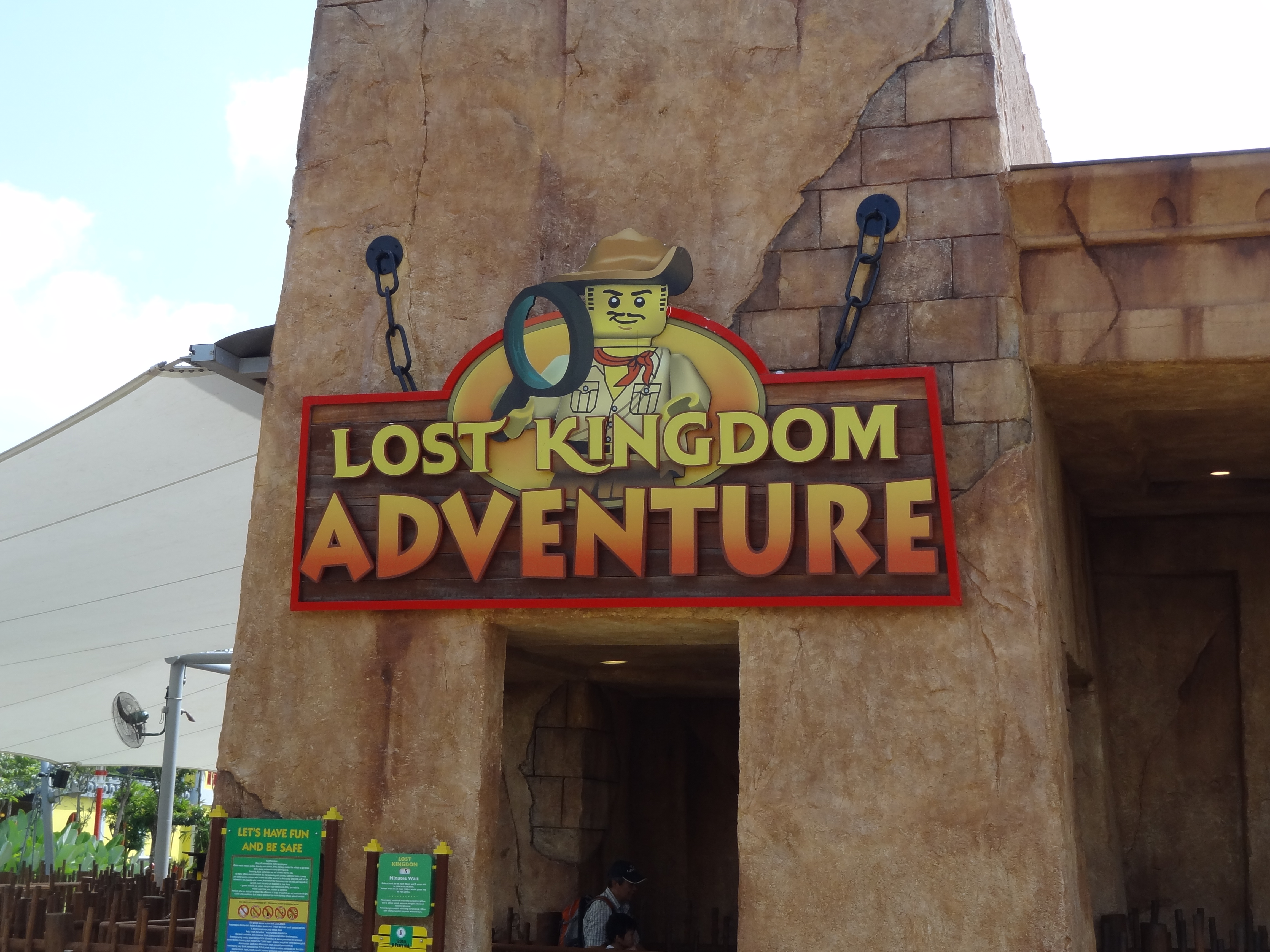
Lost Kingdom.
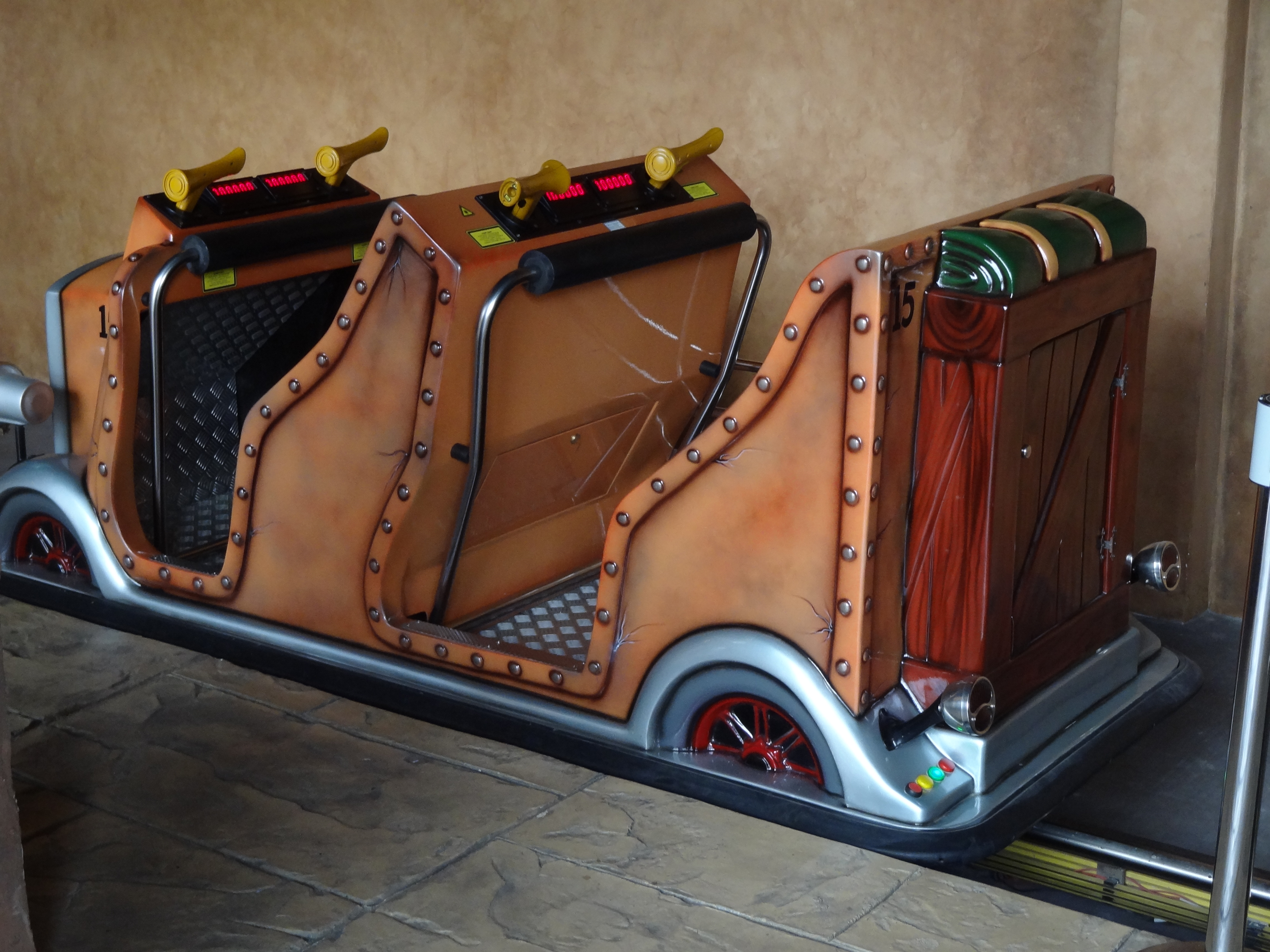
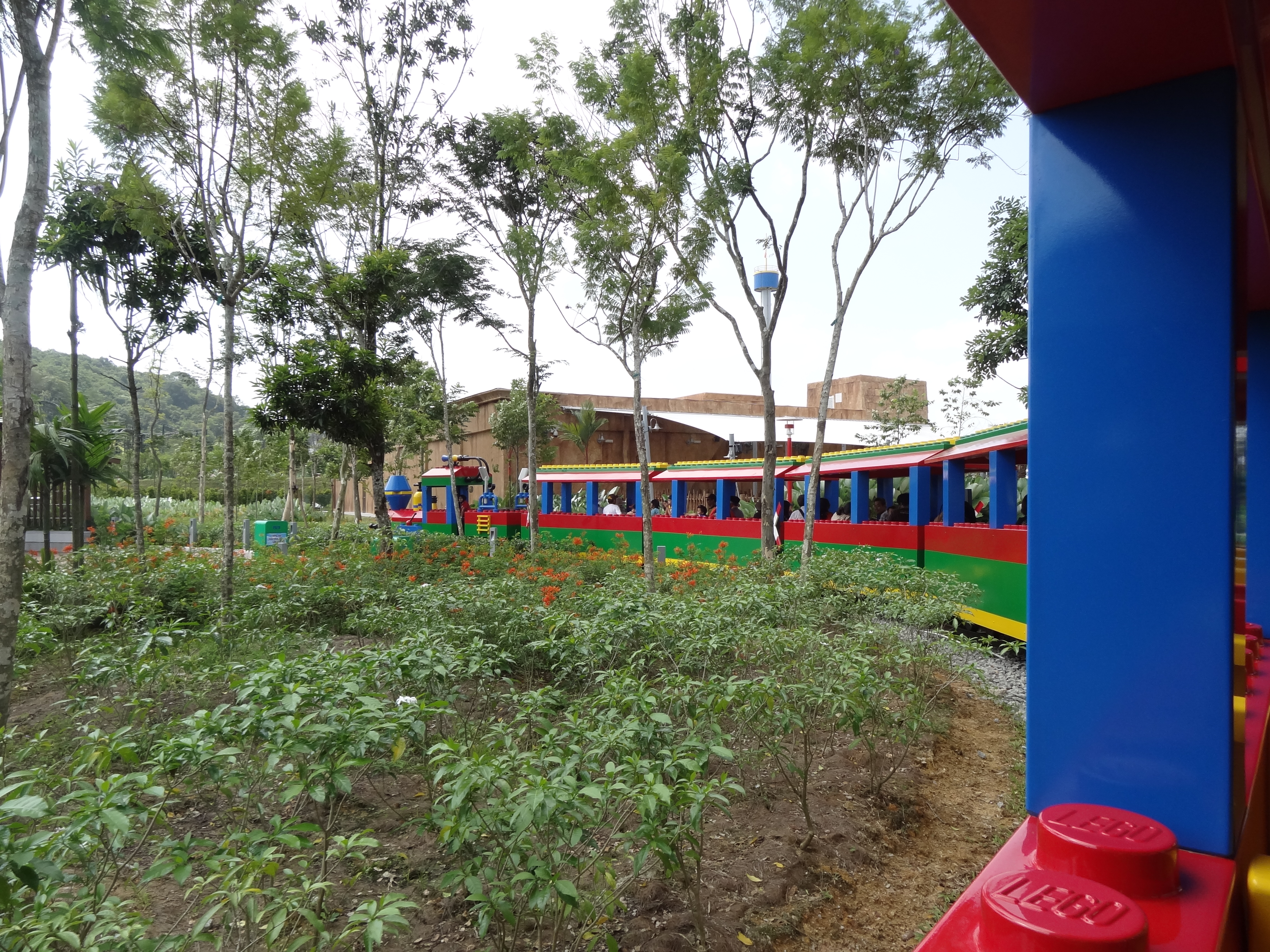
Kereta api
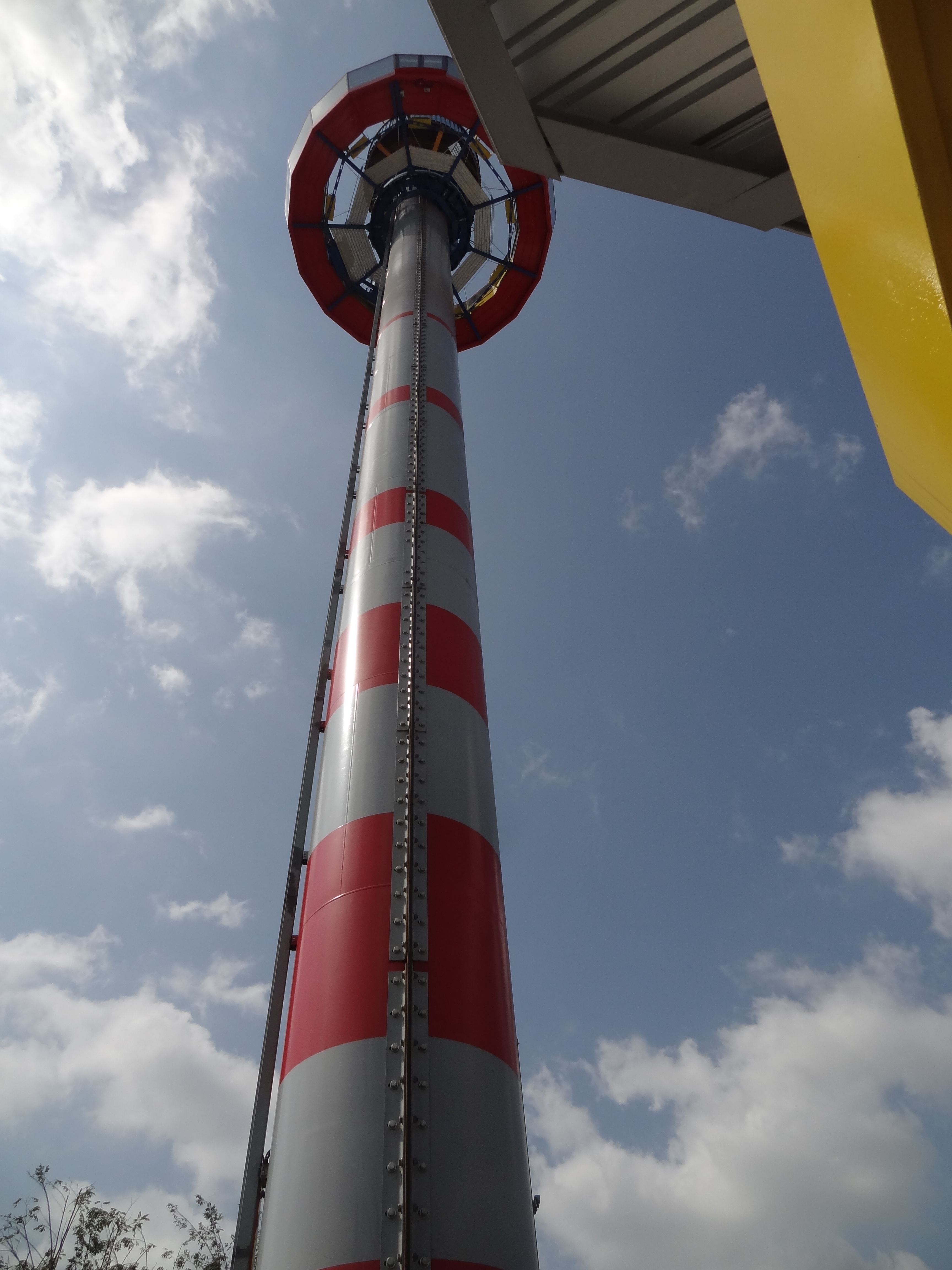
Observation Tower
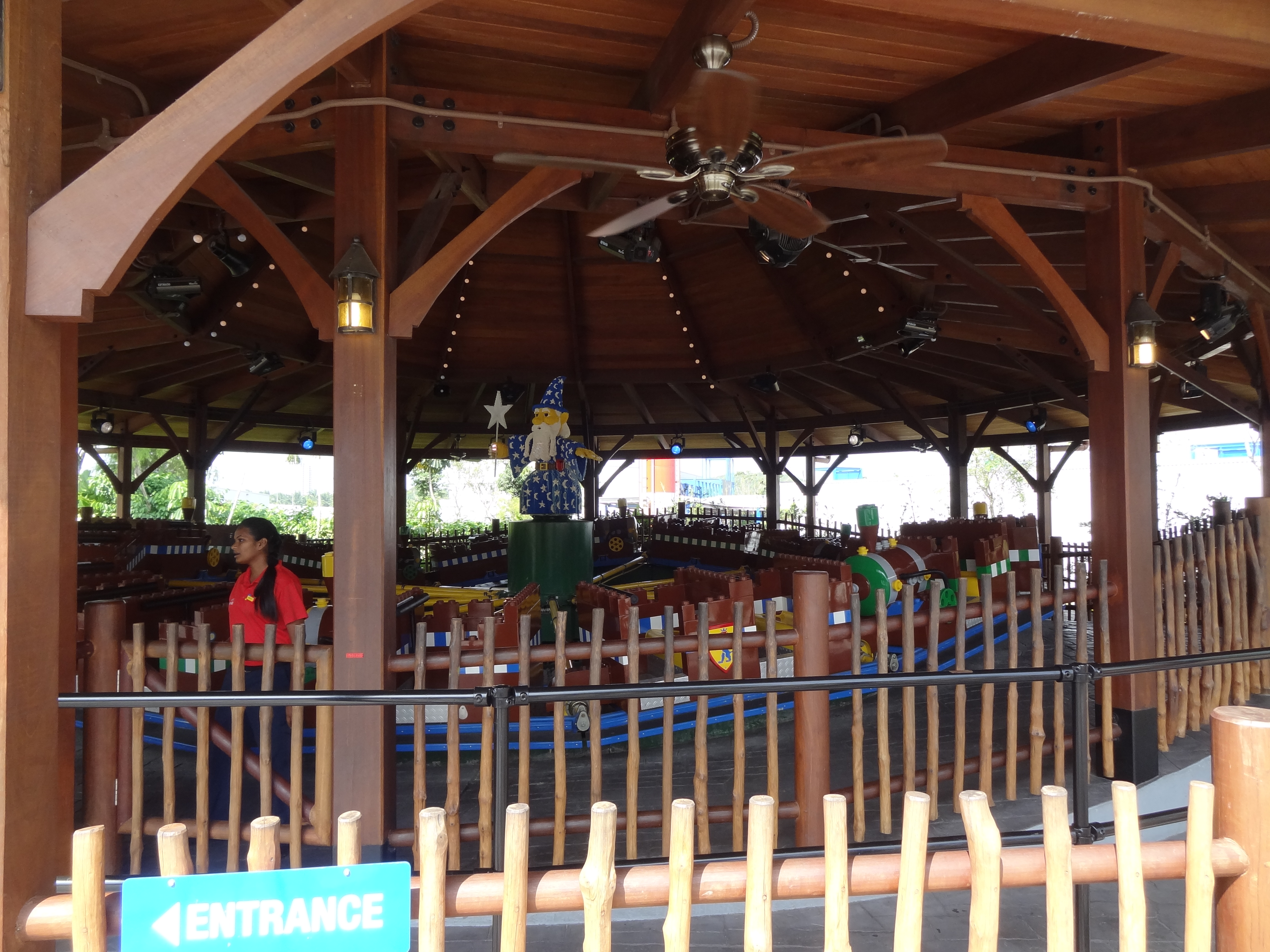
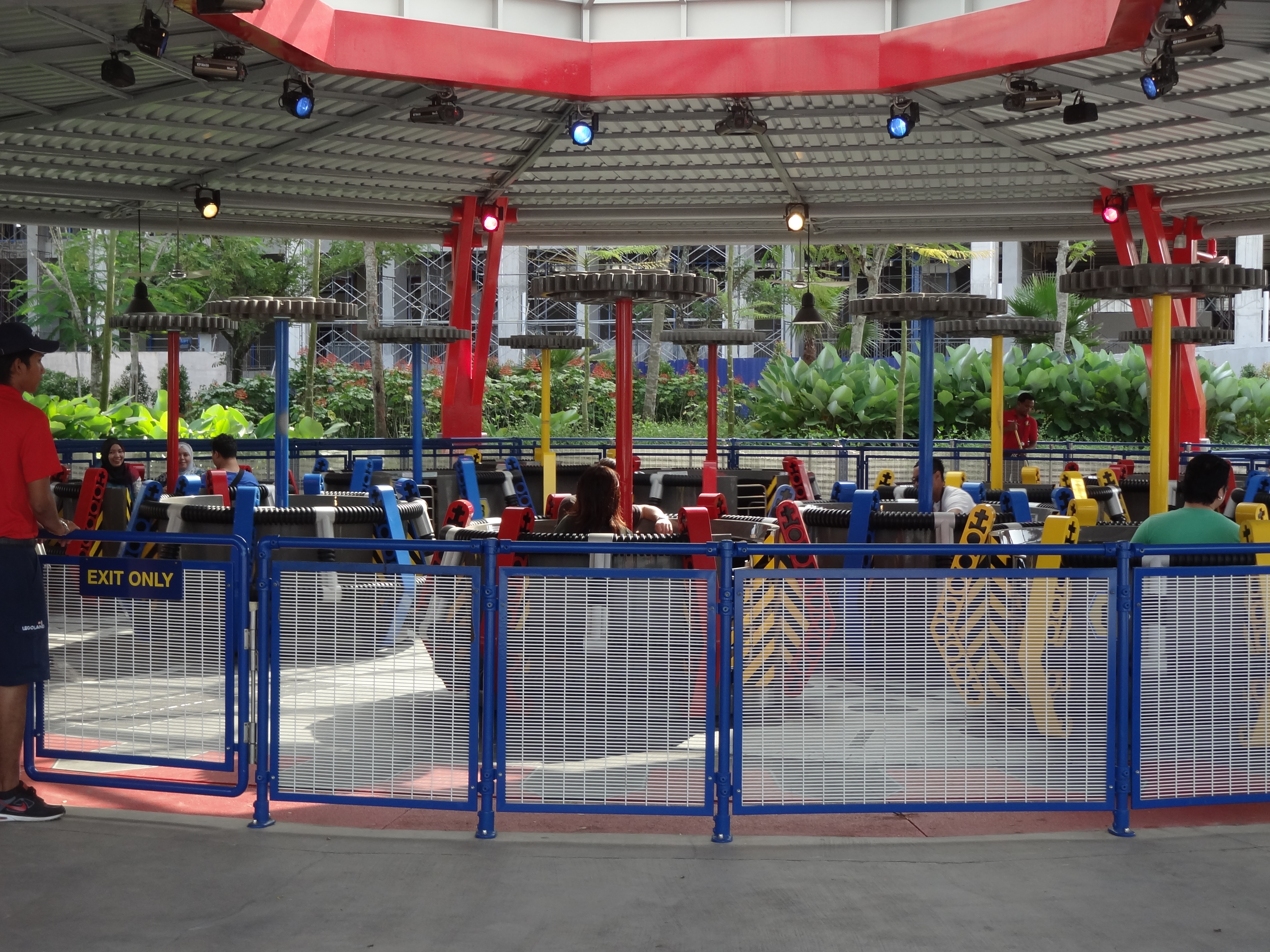
Technic Twister
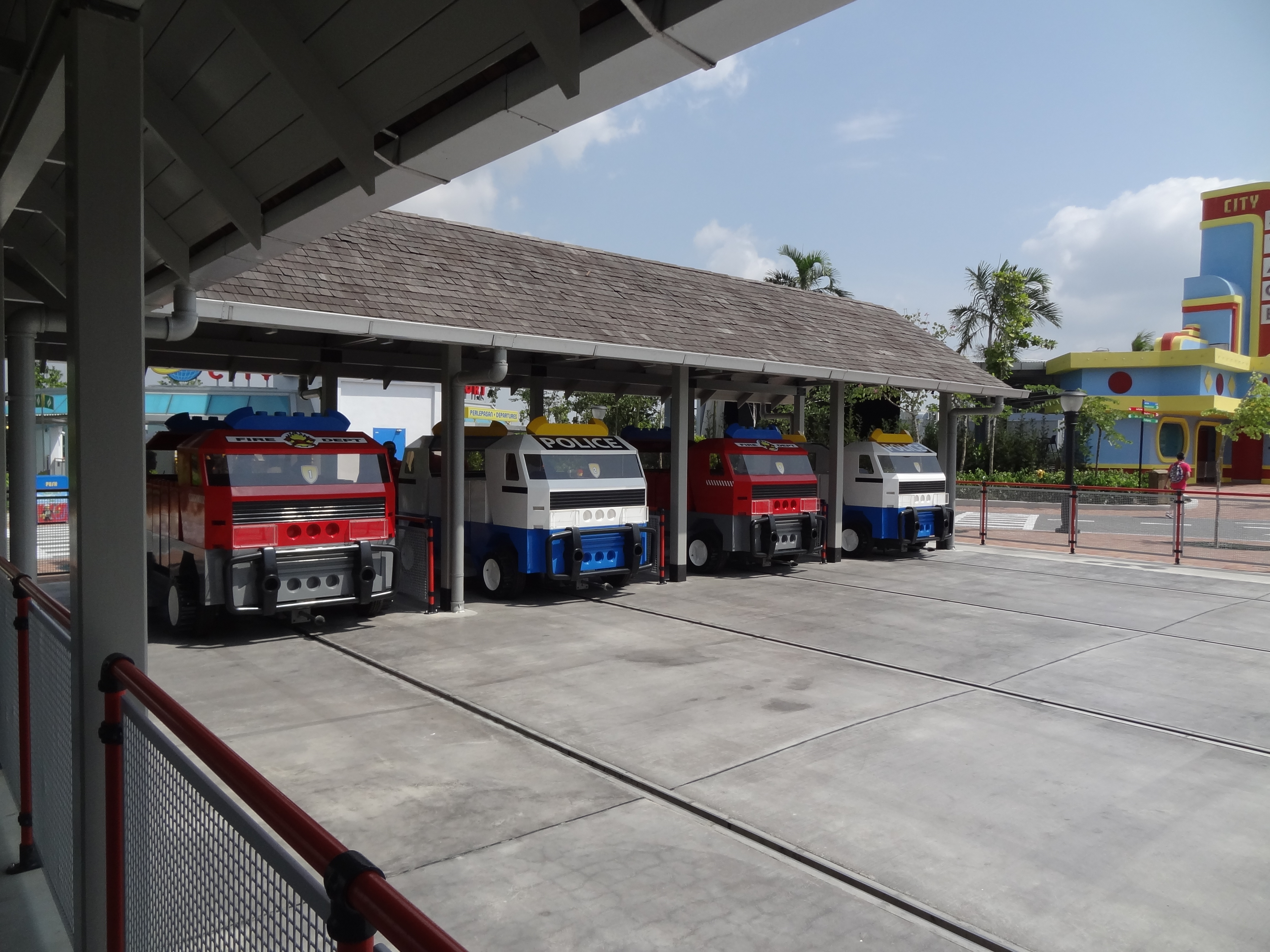
Rescue Academy

## 入場料
| 人                 | カテゴリー          | 価格     | 備考                              |
| ------------------ | ------------------- | -------- | --------------------------------- |
| 大人               | 1日あたりのチケット | RM 428   | オンライン購入 （7日間事前予約）  |
| 大人               | 1日あたりのチケット | RM 580   | 通常価格                          |
| 大人               | 年間パス            | RM 902   |                                   |
| 3-11歳の子供       | 1日あたりのチケット | RM 82.50 | オンライン購入（7日間の事前予約） |
| 3-11歳の子供       | 1日あたりのチケット | RM 110   | 通常価格                          |
| 3-11歳の子供       | 年間パス            | RM 255   |                                   |
| 60歳以上の金の市民 | 1日あたりのチケット | RM 82.50 | オンライン購入（7日間の事前予約） |
| 60歳以上の金の市民 | 1日あたりのチケット | RM 110   | 通常価格                          |
| 60歳以上の金の市民 | 年間パス            | RM 255   |                                   |